# Дрінча
Дрінча (рум. Drincea) — село у повіті Мехедінць в Румунії. Входить до складу комуни Пунгіна.
Село розташоване на відстані 246 км на захід від Бухареста, 45 км на південний схід від Дробета-Турну-Северина, 64 км на захід від Крайови.

## Населення
За даними перепису населення 2002 року у селі проживали 513 осіб, усі — румуни. Усі жителі села рідною мовою назвали румунську.